# Хиросима
Хироси́ма, официально Хиро́сима (яп. 広島市 Хиросима-си) — город в Японии, самый крупный город региона Тюгоку на юго-западе острова Хонсю, административный центр префектуры Хиросима. Население — 1 202 000 чел. (2016).
Хиросима входит в список городов Японии государственного значения. Известен как город, который первым в мире подвергся ядерной бомбардировке. Взрыв ядерной бомбы был осуществлён Вооружёнными силами США 6 августа 1945 года на завершающем этапе Второй мировой войны.

## Этимология
Этимология первой половины названия вызывает споры. Изначально словом «Хиросима» именовался Замок Ридзё; по одним данным, он поименован комбинацией иероглифов имён двоих даймё: Оэ-но Хиромото (яп. 大江広元) и Фукусима-но Мотонага (яп. 福島元長), также существует версия об описательном названии «широкий остров». Также имеется точка зрения, что он происходит от слова хира (яп. 平) — «плоский».
Второй иероглиф названия («сима») означает «остров».

## Краткие сведения
Хиросима расположена в юго-западной части префектуры Хиросима, в дельте реки Ота на берегу Хиросимского залива. Город является административным центром префектуры, крупнейшим населённым пунктом региона Тюгоку.
Хиросима основана в конце 16 века как столица владений самурайского рода Мори, правителей Западного Хонсю. В течение 17-19 вв. она была центром автономного удела Хиросима-хан под руководством рода Асано. Город совершил экономический рывок в период после японско-цинской войны 1894—1895 гг. В 1945 году он стал первым в истории населённым пунктом, пострадавшим от ядерной бомбардировки. В 1980 году Хиросима вошла в список городов, определённых указом правительства.
Основой экономики Хиросимы являются предприятия вторичного и третичного сектора. В городе расположена штаб-квартира и основные заводы японской корпорации Мазда. Среди главных туристических достопримечательностей — Мемориал мира, зачисленный в список Всемирного наследия ЮНЕСКО, а также Хиросимский замок и японский сад Сюккэйэн.

## География
Город Хиросима расположен на Хиросимской равнине на побережье Внутреннего Японского моря.
На западе город граничит с городом Хацукаити, на северо-западе — с городом Акиота, на севере — с Китахиросимой, на северо-востоке — с городом Акитакатой, на востоке — с Хигасихиросимой, на юго-востоке — с городами Футю, Кайта, Кумано, Сака и Курэ.
Юг Хиросимы омывается Внутренним Японским морем.
Площадь города составляет 905,41 км², население — 1 185 097 человек (1 июля 2014), плотность населения — 1308,91 чел./км².

### Площадь
Изменение площади города Хиросима по данным Института географии Японии. Данные представлены по Хиросиме в целом и по её районам.
| Годы | Нака  | Хигаси | Минами | Ниси  | Асаминами | Асакита | Аки   | Саэки  | В целом |
| 1980 | 14,74 | 39,77  | 23,92  | 34,49 | 117,24    | 352,11  | 93,35 | —      | 675,62  |
| 1985 | 14,74 | 39,77  | 24,25  | 35,03 | 117,24    | 352,11  | 93,92 | 59,85  | 736,91  |
| 1990 | 15,34 | 39,38  | 25,37  | 35,49 | 116,91    | 353,06  | 94,00 | 60,63  | 740,18  |
| 1995 | 15,34 | 39,38  | 25,39  | 35,49 | 116,95    | 353,39  | 94,02 | 60,97  | 740,93  |
| 2000 | 15,34 | 39,38  | 25,80  | 35,67 | 117,19    | 353,35  | 94,02 | 61,00  | 741,75  |
| 2005 | 15,34 | 39,38  | 26,09  | 35,67 | 117,19    | 353,35  | 94,01 | 223,98 | 905,01  |
| 2007 | 15,34 | 39,38  | 26,09  | 35,67 | 117,19    | 353,35  | 94,01 | 224,10 | 905,131 |

## Климат
Хиросима относится к влажному субтропическому климатическому поясу. Зима здесь малоснежная и относительно тёплая, а лето жаркое, влажное, с дождями и тропическими циклонами.
За всю историю метеорологических наблюдений в Хиросиме самая высокая температура воздуха была зафиксирована 17 июля 1935 года — она составила 38,7 °C, а самая низкая — 28 декабря 1879 года, равная −8,6 °C.
| Показатель                            | Янв. | Фев. | Март  | Апр.  | Май   | Июнь  | Июль  | Авг.  | Сен.  | Окт. | Нояб. | Дек. | Год    |
| ------------------------------------- | ---- | ---- | ----- | ----- | ----- | ----- | ----- | ----- | ----- | ---- | ----- | ---- | ------ |
| Средний суточный максимум, °C         | 9,6  | 10,2 | 13,8  | 19,5  | 23,8  | 26,9  | 30,8  | 32,1  | 28,3  | 23,0 | 17,2  | 12,3 | 20,6   |
| Средняя температура, °C               | 5,3  | 5,7  | 9,0   | 14,6  | 18,9  | 22,8  | 26,9  | 27,9  | 23,9  | 18,0 | 12,3  | 7,5  | 16,1   |
| Средний суточный минимум, °C          | 1,7  | 1,8  | 4,5   | 9,8   | 14,3  | 19,2  | 23,7  | 24,3  | 20,2  | 13,8 | 8,2   | 3,5  | 12,1   |
| Норма осадков, мм                     | 46,9 | 66,9 | 120,5 | 156,0 | 156,8 | 258,1 | 236,3 | 126,0 | 180,3 | 95,4 | 67,8  | 34,8 | 1540,6 |
| Источник: Japan Meteorological Agency |      |      |       |       |       |       |       |       |       |      |       |      |        |

## История

Камон святилища Ицукусима — «узор панциря черепахи»

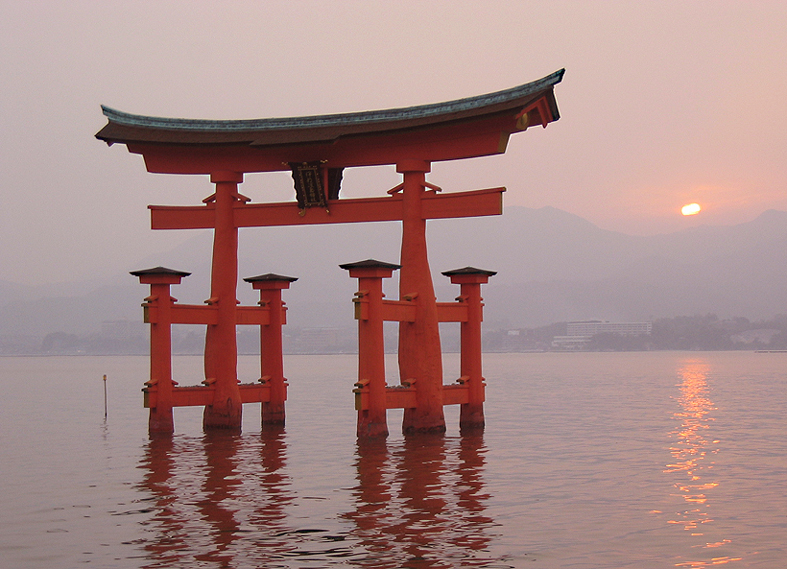
Тории святилища Ицукусима

### Древность
В позднем палеолите и периоде Дзёмон (10 000 до н. э. — 300 до н. э.) центральная часть современного города Хиросима находилась во Внутреннем Японском море, воды которого глубоко входили в район дельты реки Ота. В Хиросимском заливе, в местностях Ицукаити, Усита и Яно, существовали острова, которые были заселены людьми, о чём свидетельствуют обнаруженные археологами стоянки древних людей.
В период Яёй (300 до н. э. — 300) была заселена северная часть Хиросимы, современный район Асакита. На стоянках Накаяма, Ками-Фукагава, Омодзи и Фукуда находят бронзовые мечи, колокола и алебарды — доказательства того, что земли современного города были контактной зоной культуры мечей и алебард Северного Кюсю и культуры колоколов региона Кинки.
В период Кофун (300—550) север и центр современной Хиросимы, районы Асакита и Асаминами, стали местом сооружения могил знати — курганов. Самыми известными являются курганы Накаоды в области Кутита, курганы Унагияма и Дзингуяма в области Мидории.
Начиная с 7 века территория Хиросимы вошла в провинции Аки, новой административной единицы молодого японского государства Ямато. В период Нара (710—794) правительство этой провинции находилось в горном городке Сайдзё близ современного города Хигасихиросима, но в середине периода Хэйан (794—1185) переместилось в посёлок Футю вблизи Хиросимского залива.
С конца 8 века из-за гибели существовавшего государственного строя, который базировался на авторитете Императора и примате государственной собственности, в стране стартовал процесс развития частного землевладения. В течение 9-11 веков на территории современной Хиросимы возникли имения аристократов, буддистских монастырей и синтоистских святилищ. Крупнейшие из них находились в местностях Усита, Кабэ, Миири, Папа, Гион. Крупным землевладельцем было Святилище Ицукусима, одна из старейших святынь Японии.

### Средневековье

Камон (символ) рода Такэда

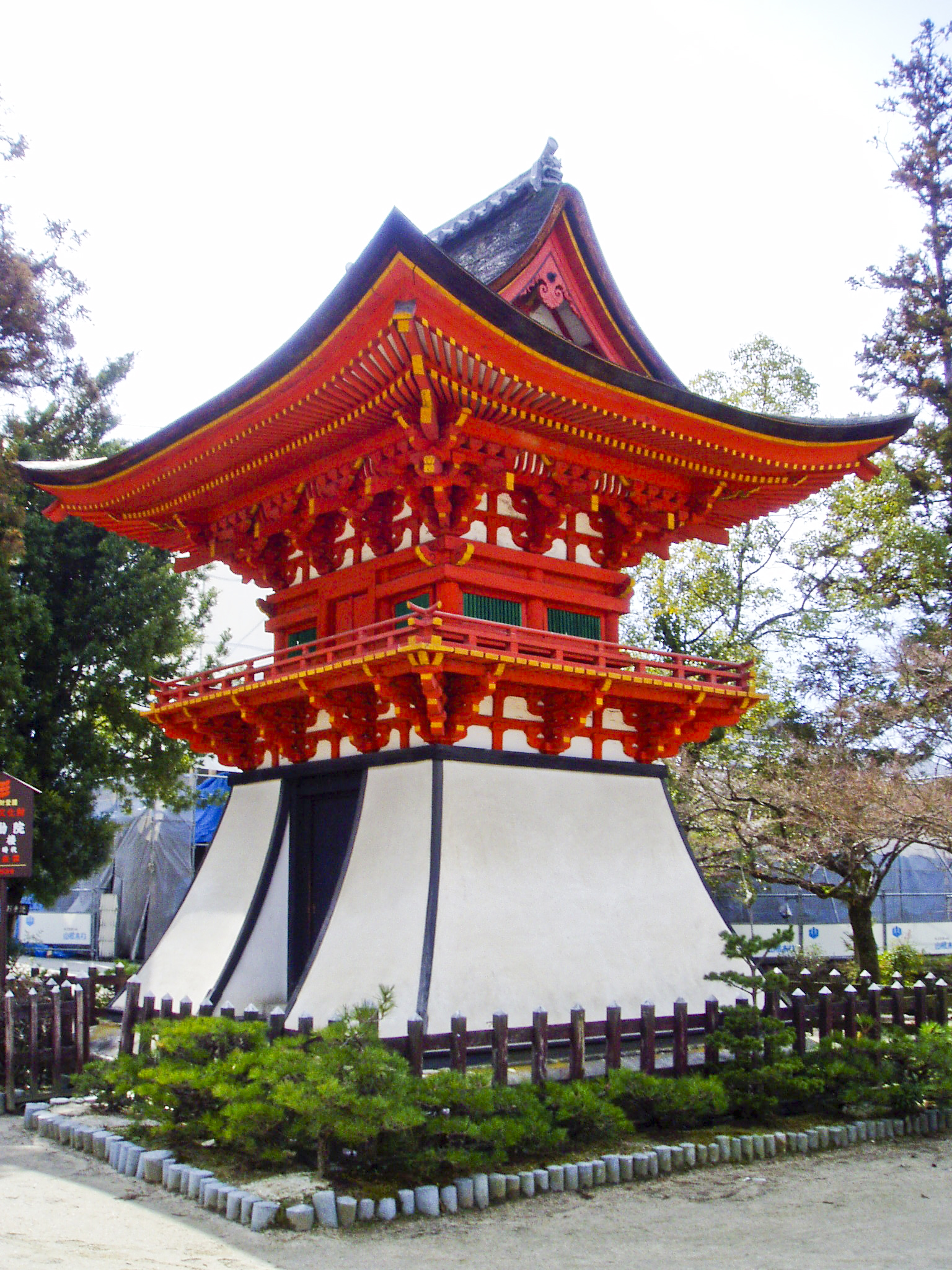
Колокольня буддистского монастыря Фудоин, усыпальницы рода Такэда

#### Род Такэда
В конце 12 века в Японии установилось двоевластие: в Западной Японии существовало старое Императорское правительство аристократов с центром в Киото, а в Восточной Японии — новый сёгунат самураев с центром в Камакуре. Местная знать провинции Аки, в которую входили территории современной Хиросимы, поддерживала Императора и выступила на его стороне в антисёгунатском восстании 1221 года. В результате поражения повстанцев камакурские чиновники провели перераспределение земель Аки и поручили управление ею восточнояпонскому роду Такэда.
Такэда заняли обширные земли в районе русла реки Ота и построили свою резиденцию в замке Канаяма, на территории современного района Асаминами. У основания замка возникло поселение, куда постепенно перебралось провинциальное правительство, находившееся в Футю. Владения Такэды превратились в центр всей Аки.
В 1333 году Камакурский сёгунат прекратил своё существование, а на его месте появился другой — сёгунат Муромати с центром в Киото. Род Такэда признал верховенство новых сёгунов и воевал за их интересы в войне северной и южной династий, но в 1368 году был лишён провинции Аки. Его должность передали родам Имагава и Хосокава (род), приближённым дому сёгунов.
Со второй половины 15 века, из-за упадка центральной власти, Япония вступила в период междоусобных войн. Земли провинции Аки стали объектом посягательств крупных соседей-землевладельцев — рода Оути с западной провинции Суо и рода Амаго из северной провинции Идзумо. Мелкая знать провинции не могла ничего противопоставить врагам самостоятельно, а потому попеременно становилась на сторону то одного, то другого соседа, в зависимости от ситуации на фронте. Бывшие провинциальные правители Аки из рода Такэда находились в постоянном союзе с северными Амага.
Между тем на протяжении 11 — 15 веков в Хиросимском заливе, на месте современного городского центра, постепенно сформировалась дельта реки Ота. В речном устье образовались естественные дамбы и острова из песка и грунта, который веками выносился во Внутреннее Японское море водами Оты.

#### Род Мори

Камон рода Мори

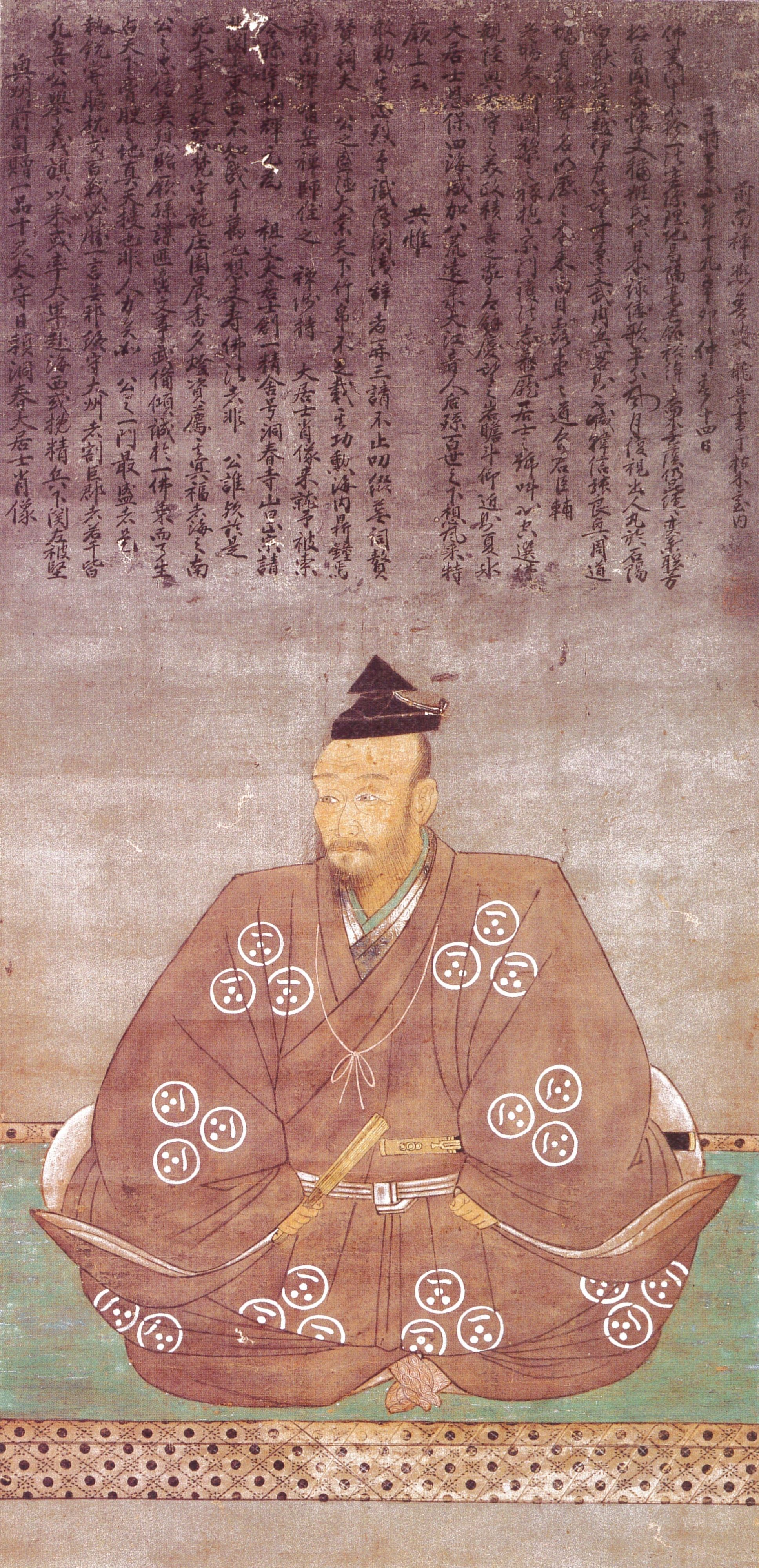
Мори Мотонари

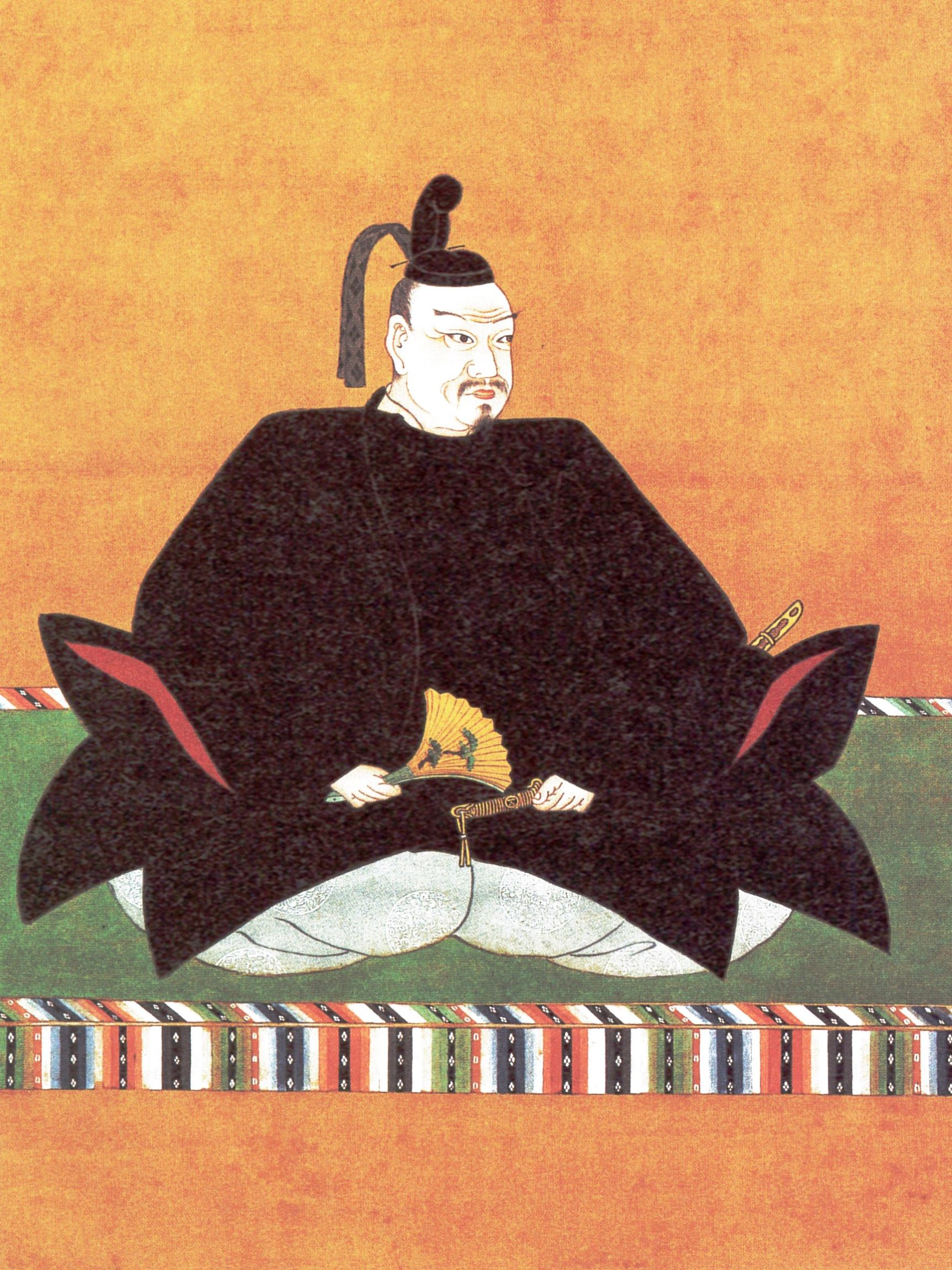
Мори Тэрумото

В середине 16 века провинция Аки превратилась из второстепенной японской провинции в главный центр региона Тюгоку. Это дело начал Мори Мотонари, представитель местной мелкой знати и глава самурайского рода Мори. Он удачно использовал противоречия между правителями соседних провинций, а также их подопечными в Аки.
В 1541 году при поддержке северных соседей Мотонари уничтожил древний род Такэда и снискал себе авторитет среди местного самурайства, однако уже в следующем году принял протекцию западных властителей и воевал с северными, расширяя свои земли. В 1554 году Мотонари повернул оружие против вчерашних протекторов — рода Оути, и в битве при Ицукусиме в 1555 году наголову разбил его основные силы. За три года он присвоил себе территории западных соседей, превратившись в одного из крупнейших землевладельцев Западной Японии. На конец 1550-х территория современного города Хиросима находились под контролем этого полководца.
В 1565 году, ещё при жизни Мотонари, его внук Мори Тэрумото стал новым главой рода. Благодаря установкам своего деда он за год смог уничтожить северного врага — род Амаго. На начало 1570-х годов Тэрумото владел всем регионом Тюгоку, северо-восточной частью Кюсю и северо-западной частью Сикоку. Ему подчинялись 12 из 60 провинций Японии.
В 1574 году между Мори и восточным родом Ода, который объединил под своей рукой столичный регион Кинки, началась затяжная война. Она шла с переменным успехом — дипломатические победы первого компенсировались военными победами последнего. Наконец в 1582 году глава рода Ода, Ода Нобунага, погиб, а его преемник, Тоётоми Хидэёси, заключил с Мори мир и союз. Хотя он был подписан на равных условиях, Мори Тэрумото постепенно превратился в фактического вассала вчерашнего врага.
Тоётоми Хидэёси проводил курс на объединение Японии и вскоре стал хозяином всех земель страны За боевые заслуги и помощь на море Тэрумото получил от него право управлять 6 провинциями, доходом в 1 250 000 коку. Хотя Мори потерял половину своих земель, тем не менее, он остался самым крупным землевладельцем Западной Японии. Политико-административным центром его владений был старый семейный замок Ёсида-Корияма. Он находился в укреплённом горном районе, однако лежал в стороне от важных транспортных путей. На конец 16 века междоусобицы в Японии завершились, поэтому Тэрумото решил построить новую резиденцию в более экономически благоприятной местности.
В 1589 году по его приказу в дельте реки Ота, в районе Гокамура, было начато сооружение нового родового замка. Близ него Тэрумото заложил одноимённое призамковое поселение, в которое были переселены вассалы Мори, а также приглашённые ремесленники и купцы. Он назвал эту местность «Хиросима» («широкий остров»). Тэрумото стремился превратить её в многолюдный торгово-экономический центр, наподобие Киото и Осаки. В 1591 году он переехал в недостроенный Хиросимский замок, чтобы лично ускорить развитие своей новой «столицы».

### Период Эдо

#### Род Фукусима

Камон рода Фукусима — стрелолист

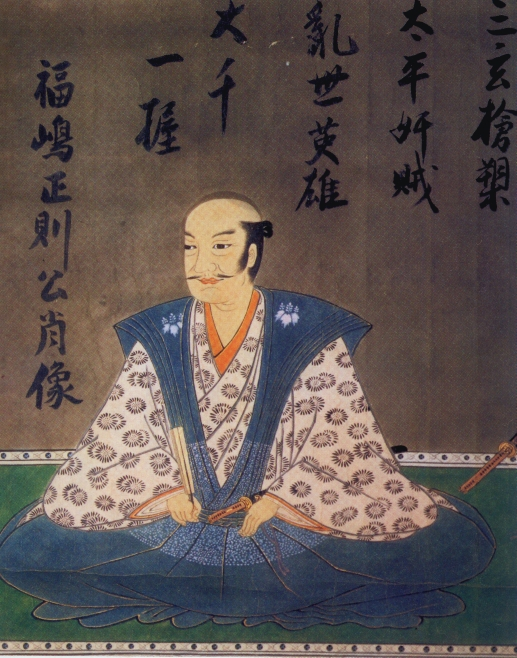
Фукусима Масанори

Мори Тэрумото недолго был хозяином Хиросимы. После смерти японского правителя Тоётоми Хидэёси в 1598 году он входил в регентский совет при сыне покойного и был втянут в конфликт за перераспределение властных полномочий. В 1600 году в битве при Сэкигахаре Мори возглавил коалицию правителей Западной Японии, которая выступила против коалиции правителей Восточной Японии под командованием Токугавы Иэясу, но потерпел поражение. Победители лишили Тэрумото большей части его земель, оставив лишь две провинции — Суо и Нагато.
Центральные владения Мори — провинции Аки и Бинго с центром в Хиросиме, доходом в 489 000 коку, достались герою битве при Сэкигахаре — Фукусиме Масанори. После 1603 года они оформились в так называемый Хиросима-хан, автономную административную единицу, зависящую от вновь созданного сёгуната Токугава.
Фукусима Масанори продолжил дело предшественника по благоустройству призамкового поселения Хиросима. Планируя ускорить развитие торговли, он подвёл туда старинный путь Санъёдо, проходивший по центру Аки и связывавший японскую столицу с западными регионами, отремонтировал дороги, которые вели на север, к провинциям Идзумо и Ивами, где находились железные и серебряные рудники, а также упорядочил налоговую систему.
Однако Фукусима не задержался в Хиросиме. В 1619 году сёгунат лишил его владений и самурайского статуса. Причиной столь сурового наказания послужили работы по укреплению замка Хиросимы, которые Фукусима провёл без разрешения центральной власти.

#### Род Асано

Камон рода Асано — «перекрещённые перья ястреба в круге»

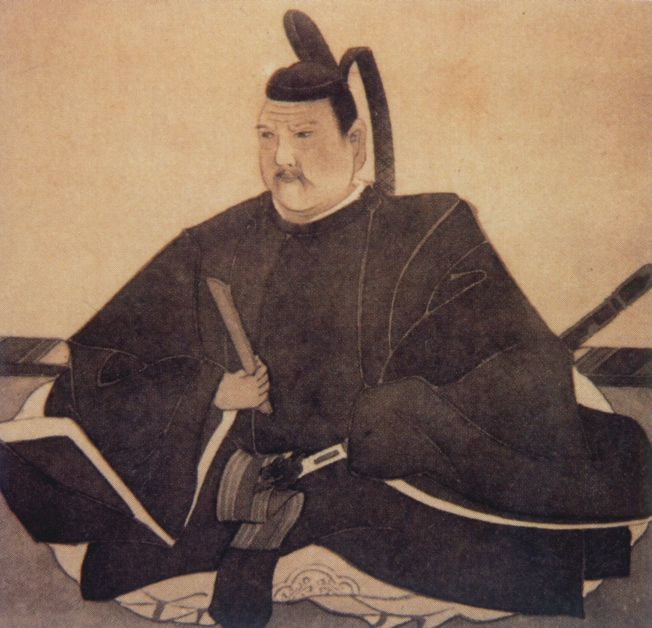
Асано Нагакира

Новым правителем Хиросимы стал Асано Нагаакира (1619—1632) бывший правитель княжества Кисю из главной линии рода Асано. Он получил провинцию Аки и 8 уездов провинции Бинго с доходом в 426 000 коку. Нагаакира провёл централизацию управления, ослабив местную знать, и уменьшил налоги на купеческие дома, поощряя развитие экономики. Ему удалось монополизировать коммерческие операции во Внутреннем Японском море, за что потомки называли его «мастером торговли». Власть в призамковом поселении Хиросима Нагаакира делегировал институту подотчётных ему местных чиновников, а сам руководил всеми землями из родового замка-резиденции.
Второй глава княжества Хиросима, Асано Мицуакира (1632—1672), продолжал курс своего отца. Он установил постоянный налог на селян, дав возможность крестьянам сбывать излишки продукции и урожая на рынке. Мицуакира также отремонтировал путь Санъёдо, проходивший по Хиросиме, и способствовал развитию речного и морского транспорта в своих владениях.
Сын Мицуакиры, Асано Цунаакира (1672—1673), правил лишь год, умерев от оспы. Его преемник Асано Цунанага (1673—1708) был покровителем наук и искусств и подорвал стабильность финансовой системы княжества Хиросима. Чтобы поправить положение, он решил экономить средства и установил в призамковом селении Хиросима цеха, монополизировав производства железа и бумаги. Цунаакира пытался ввести в обращение бумажные деньги из-за недостатка золота и серебра, но его нововведения вызвали сильный протест в провинции.
Пятый правитель княжества, Асано Ёсинага (1708—1752) был энергичным реформатором. Он омолодил свой чиновничий аппарат, стал издавать княжеские ассигнации вместо натуральной платы, повысил налоги и усилил контроль в уездах и сёлах. Все эти меры привели к недовольству среди самурайской администрации и простых людей, которое вылилось в большое восстание в 1718 году. В результате реформы Ёсинаги затормозились, а экономика земель рода Асано пришла в упадок.
В бытность шестого правителя Асано Мунецунэ (1752—1763) появились первые признаки выхода из кризиса. Учитывая неурожайные годы и большой пожар в Хиросиме, новый правитель ликвидировал систему наследственных зарплат, привёл к руководящему аппарату новых способных администраторов, активно боролся с коррупцией в регионах, а также вдвое уменьшил налоги, сделав систему их сбора эффективной. Эти преобразования продолжил седьмой князь Асано Сигэакира (1763—1799). Под страхом смертной казни он запретил взяточничество и роскошь, ввёл законы в поддержку местных производителей товаров и, восстановив пострадавшее от пожара поселение и оборудовав порт, развернул широкую морскую торговлю с соседями. Заботясь о будущих управленческих кадрах, Сигэакира основал ряд школ в Хиросиме, где преподавали китайские, японские и западные науки, а также медицину и математику.

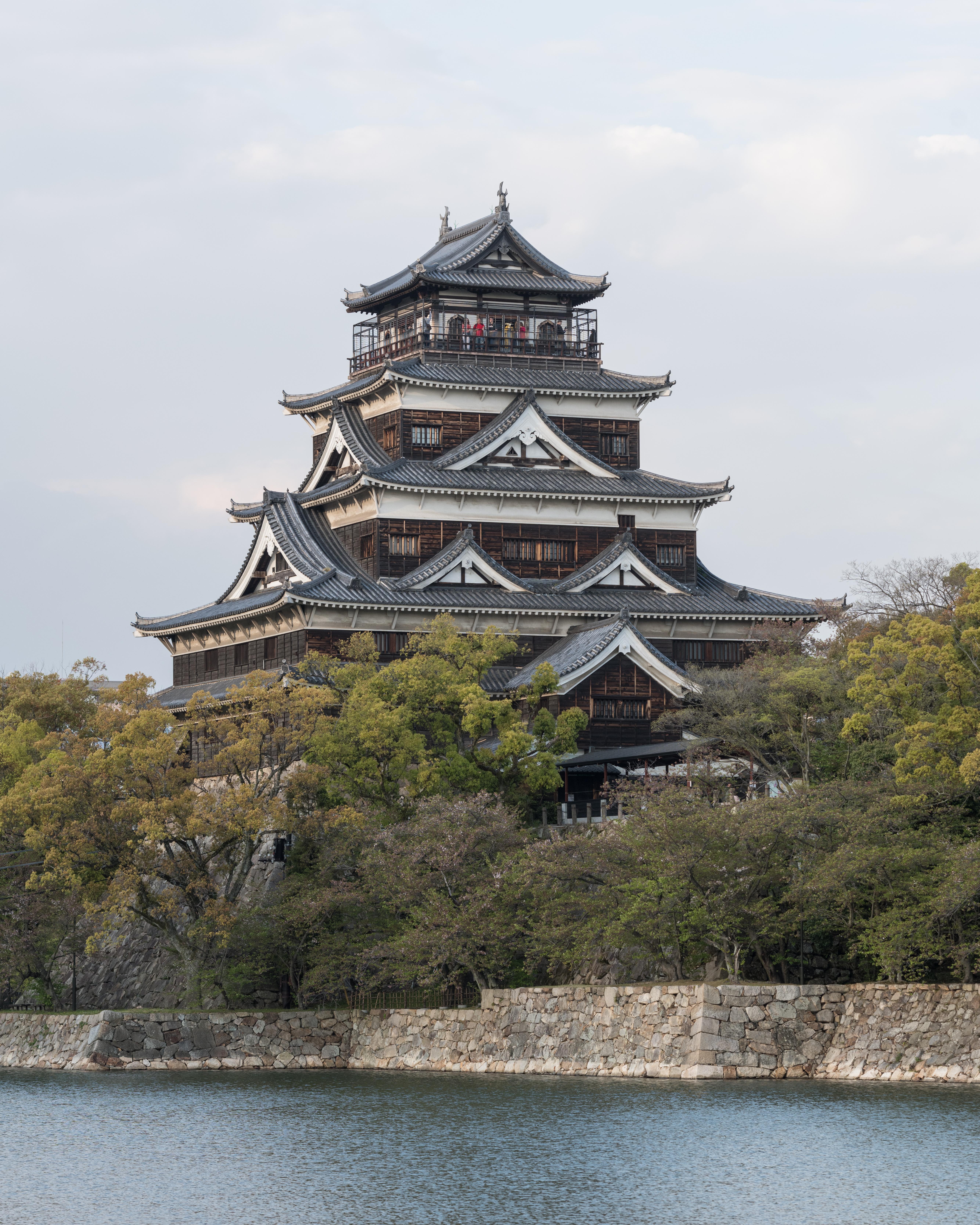
Главная башня замка Хиросимы — центр княжества

Во время председательства Асано Нариката (1799—1830), княжество Хиросима превратилось в одно из самых богатых в Японии. Поселение разрослось на юг, в результате рекультивации прибрежной полосы, и на 1820 год насчитывало несколько десятков кварталов. Количество его жителей превышало 70 тысяч, что поднимало Хиросиму на пятое место среди японских городов, после Эдо, Осаки, Киото и Канадзавы. Хиросима была также крупным коммерческим центром, куда прибывали купеческие лодки из далёких провинций юга и севера Японии. Городок экспортировал бумагу, изделия из бамбука, конопляные ткани, морскую капусту и устрицы.
Однако процветание было недолгим. На протяжении правления девятого главы Асано Наритака (1831—1858) Хиросима-хан сильно пострадал от общеяпонского большого голода 1833—1839 гг., который подорвал хозяйство княжества и вызвал массовые беспорядки в сёлах и городах. Жители Хиросимы грабили продовольственные склады богатых купцов и спекулянтов рисом. Ни сам Наритака, ни его преемник Асано Ёситеру (1858), который умер через 4 месяца после вступления во власть, не смогли разрешить социально-экономический кризис. Однако ситуация улучшилась с приходом к власти одиннадцатого князя из рода Асано — Асано Нагамити. Он смог реформировать систему управления, войско и финансы. Экономике также помогла война между соседним княжеством Тёсю и всеяпонским правительством в 1863—1865 гг., во время которой высшие сановники страны расквартировались в Хиросиме.
К середине 19 века Япония переживала глубокий политический и социально экономический кризис, а также находилась перед опасностью колонизации ведущими государствами Запада и Россией. Японское правительство оказалось бессильно перед вызовом, поэтому против него сформировалась сильная оппозиция в регионах, которая стремилась к восстановлению прямого императорского правления и созданию унитарного централизованного государства. В 1867 году княжество Хиросима вступило в союз с ведущими силами этой оппозиции, княжествами Тёсю и Сацума, и, после отречения последнего сёгуна от власти и ликвидации сёгуната, приняло участие в формировании нового монархического правительства. Наступила новая эпоха модернизации и вестернизации Японии.

### Хиросима в период Мэйдзи

Эмблема Императорской армии Японии

Эмблема Императорского флота Японии

В июле 1871 года Хиросима-хан был переименован в префектуру Хиросима.
В ноябре следующего года призамковый город Хиросима был переименован в Хиросимский район.
В 1888 году в стране вступило в силу новое административное деление, и с 1 апреля 1889 года Хиросимский район одним из первых в Японии был преобразован в город Хиросима.
Площадь Хиросимы в то время составляла около 27 км².
Населённые пункты вблизи Хиросимы были переформированы в небольшие города и деревни.
В течение 1884—1889 годов на юге Хиросимы были осушены прибрежные морские районы и построен современный порт Удзина.
В июне 1894 года к городу проложили железную дорогу Санъё, которая соединила город с Токио.
С началом японо-китайской войны в августе 1894 года ускоренными темпами была построена военная железная дорога, которая соединяла Хиросимский вокзал с городским портом.
Также были упорядочены все городские дороги и морские пути.
В сентябре 1894 года замок Хиросима стал местом размещения Генерального штаба Вооружённых сил Японии.
В октябре в Хиросиме временно заседал Парламент.
В 1903 году Хиросима была соединена железной дорогой с городом Курэ, портом и базой Императорского флота Японии, а с началом русско-японской войны в 1904 году Хиросима была преобразована в опорный пункт Императорской армии Японии.
Постепенно Хиросима становилась одним из главных политико-административных, военно-транспортных и социально-экономических центров Японской империи.

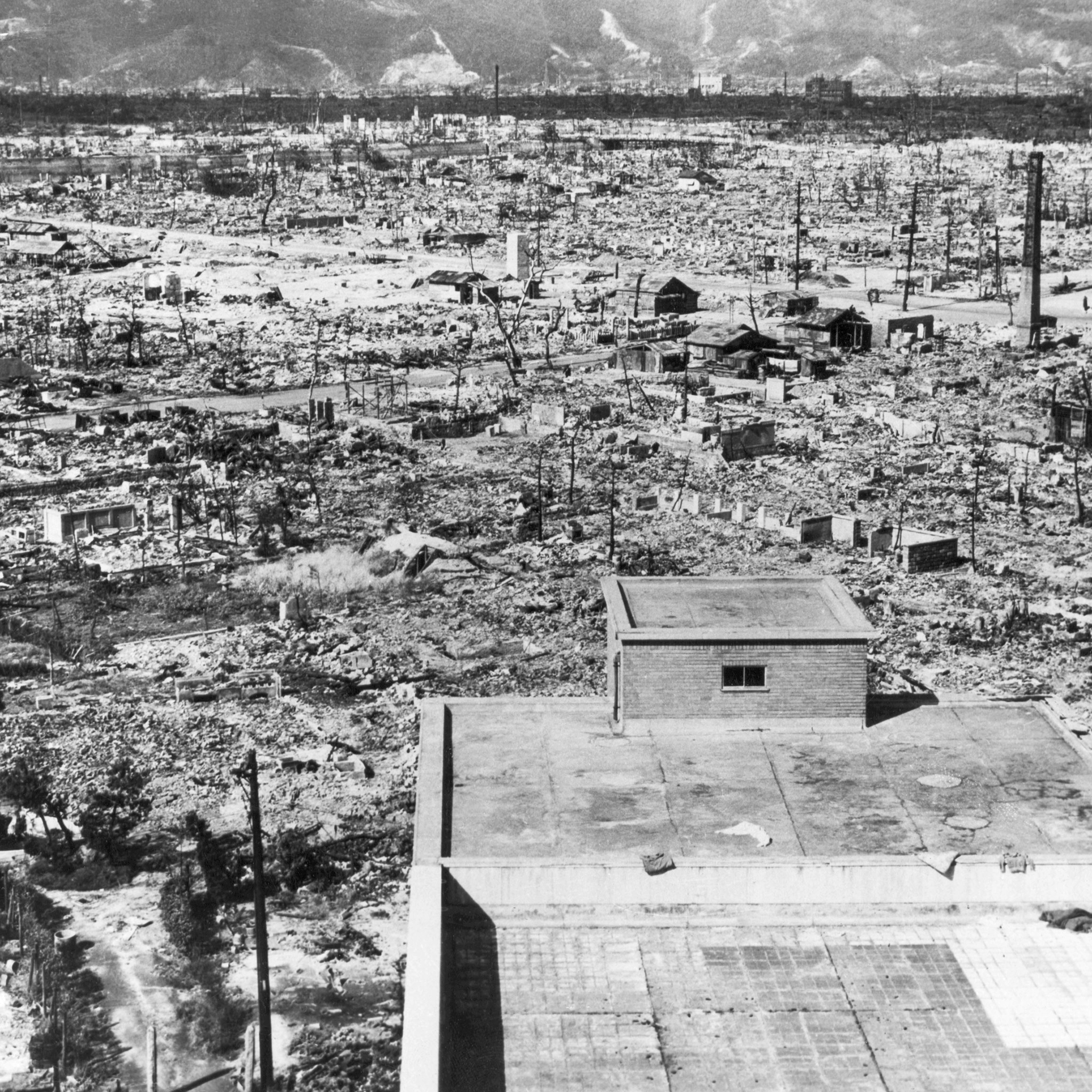
Хиросима после атомной бомбардировки

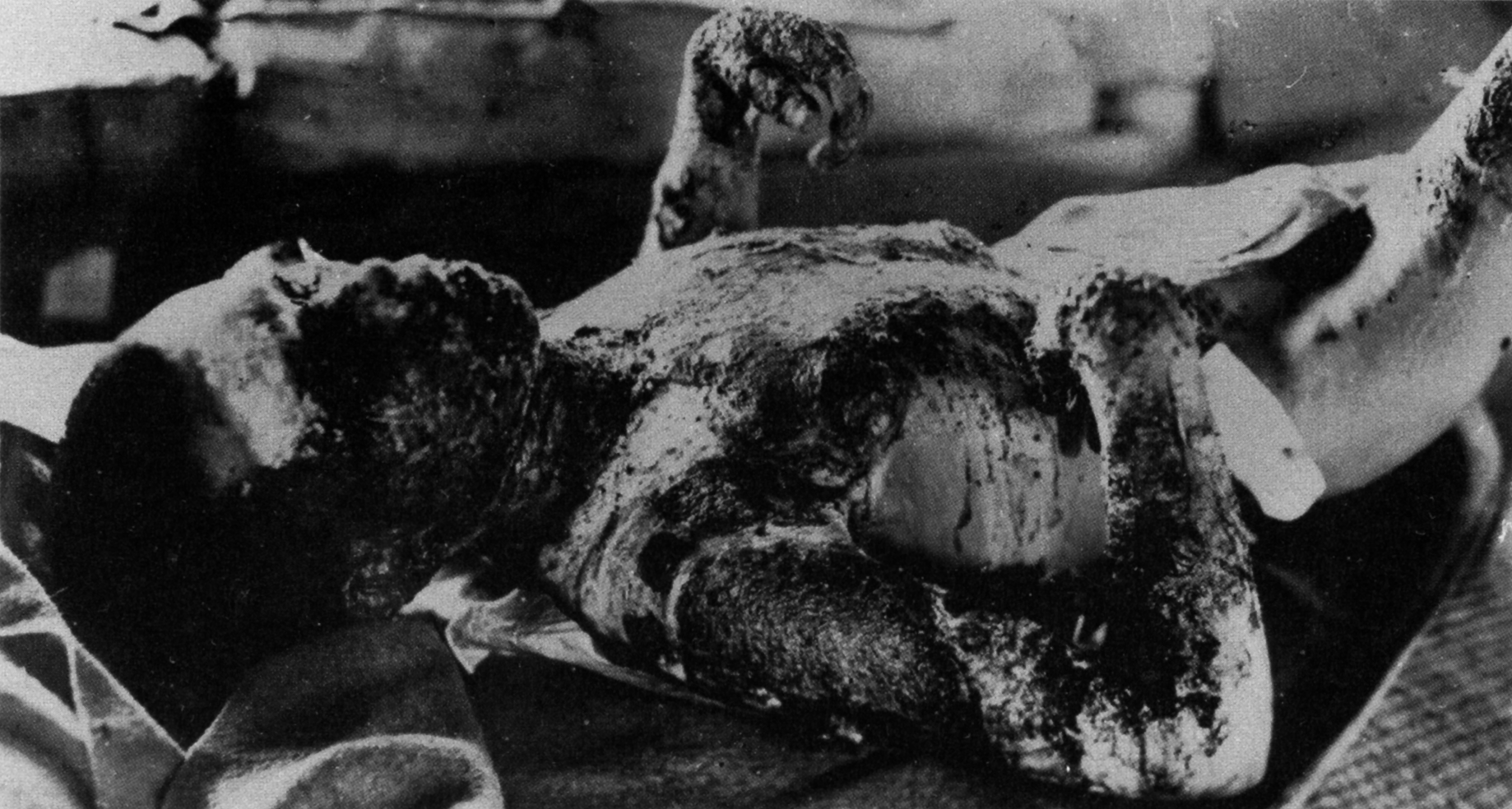
Житель Хиросимы, погибший от атомной бомбардировки, фото 7 августа 1945 года

### Бомбардировка Хиросимы
6 августа 1945 года в 08:15 по местному времени, в соответствии с ультиматумом Потсдамской декларации 26 июля 1945 года и отказом Японии выполнить условия ультиматума, американский бомбардировщик B-29 «Enola Gay», пилотируемый Полом Тиббетсом и бомбардиром Томом Фереби, сбросил на Хиросиму первую атомную бомбу под названием «Малыш» («Little Boy»).
Взрыватель детонировал атомную бомбу примерно в 600 метрах над землей со взрывным эквивалентом примерно 20 килотонн тротила. Гипоцентр взрыва пришёлся на госпиталь Сима. Хиросима была выбрана в качестве цели атомного удара, так как в 1945 году в Хиросиме находился второй Генеральный штаб Японии и генеральный штаб Военно-Морских сил.
Значительная часть города была разрушена, взрывом было убито 70 тысяч человек, ещё 60 тысяч умерли от лучевой болезни, ожогов и ранений.
Примерно 2000 человек из этого числа (ещё 800—1000 умерших от последствий взрыва) были японскими американцами, учившимися здесь до войны и интернированными в Японию. Лагерей для американских военнопленных в городе не было (что было одним из основных аргументов американских военных для выбора именно Хиросимы в качестве цели для атомного удара), но в штабе военной полиции содержались 12 американских военнослужащих. В результате ядерного взрыва все они погибли.

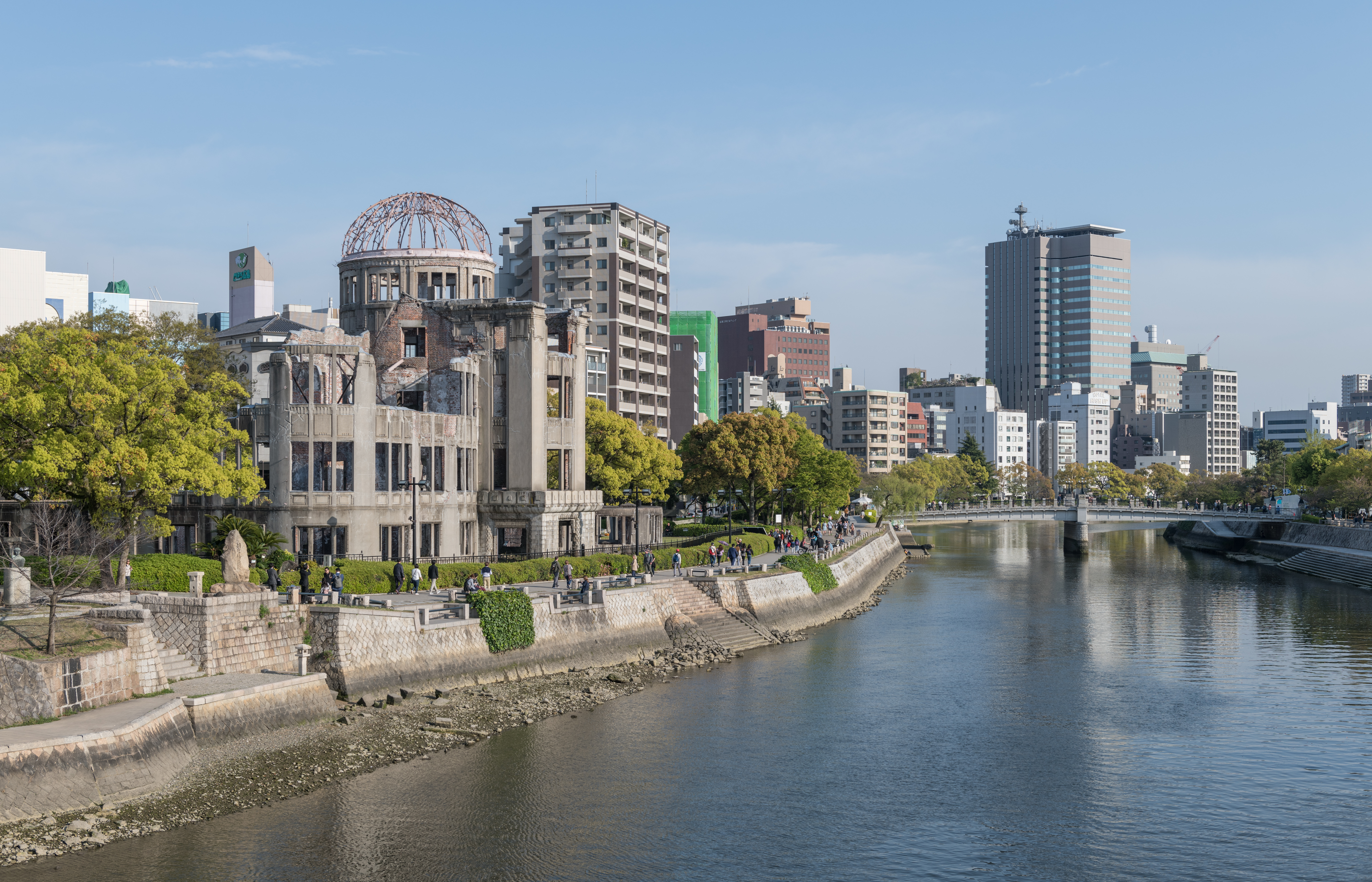
Самый знаменитый экспонат, связанный с атомным взрывом — Купол Гэмбаку (слева) и современные здания

Радиус зоны полного разрушения составлял примерно 1,6 километра, а пожары возникли на площади в 11,4 квадратных километра. 90 % зданий Хиросимы было либо повреждено, либо полностью уничтожено. Трамвайная система города пережила бомбардировки.
За первые полгода после бомбардировки умерли 140 тыс. человек.

### Хиросима после войны
6 августа 1949 года, спустя 4 года после бомбардировки, японское правительство провозгласило Хиросиму «городом мира» и приняло решение о застройке города.
На восстановление города была передана часть средств из государственного бюджета. В районе эпицентра взрыва был создан Мемориальный парк Мира, имеющий площадь более 12 гектаров. На начало 1960-х годов Хиросима была практически полностью восстановлена.
Территория города увеличилась из-за присоединения соседних населённых пунктов.

## Административное деление
По состоянию на 2008 год Хиросима делится на 8 районов — старые и новые. Первые, оформившиеся преимущественно в 1970-х годах, служат политико-экономическим и социо-культурным центром Хиросимы, а также всего региона Тюгоку. Вторые, образовавшиеся после 1970-х годов в результате поглощения городом близлежащих населённых пунктов, являются «спальными районами».
Данные по городским районам представлены по состоянию на 1 октября 2007 года.
| № | На русском | На японском | Флаг | Площадь | Население | Плотность | Код     |
| 1 | Аки        | 安芸区      |      | 94,01   | 78405     | 834,00    | 34107-0 |
| 2 | Асакита    | 安佐北区    |      | 353,35  | 151206    | 427,92    | 34106-1 |
| 3 | Асаминами  | 安佐南区    |      | 117,19  | 224365    | 1914,54   | 34105-3 |
| 4 | Минами     | 南区        |      | 26,09   | 138721    | 5317,01   | 34103-7 |
| 5 | Нака       | 中区        |      | 15,34   | 128449    | 8378,46   | 34101-1 |
| 6 | Ниси       | 西区        |      | 35,67   | 185957    | 5213,26   | 34104-5 |
| 7 | Саэки      | 佐伯区      |      | 224,10  | 134657    | 600,87    | 34108-8 |
| 8 | Хигаси     | 東区        |      | 39,38   | 120455    | 3058,78   | 34102-9 |

## Власть

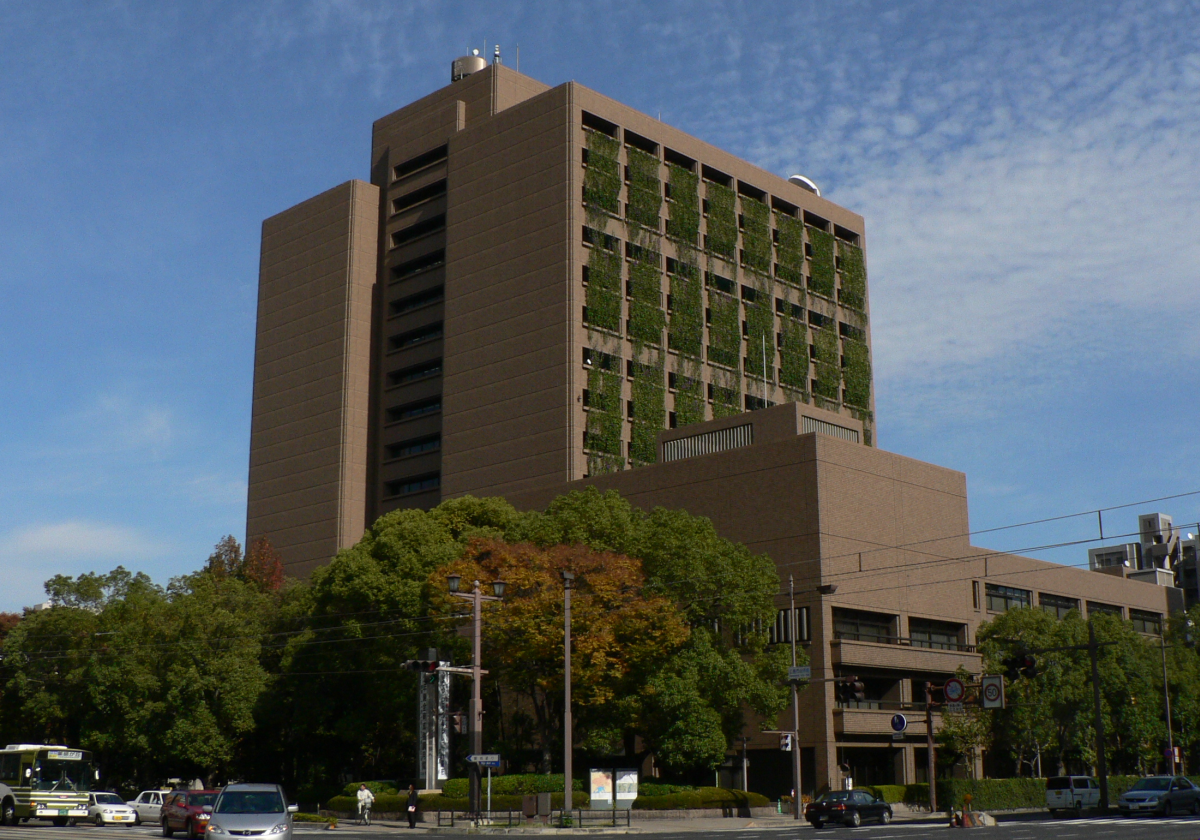
Мэрия Хиросимы

### Мэр
Впервые должность мэра в городе Хиросима была введена в 1889 году.
Мэр является главой исполнительной власти города, её высшим представителем и ответственным в отношениях с японской центральной властью, общественными организациями и иностранными представительствами. Целью его деятельности является приумножение общественного благосостояния жителей города. В обязанности мэра входит внедрение и контроль за исполнением законов, принятых Парламентом Японии.
Мэр Хиросимы избирается прямым голосованием жителей города, которые имеют на это право в соответствии с законом, а срок его полномочий составляет 4 года.
| Мэры города Хиросима | Мэры города Хиросима | Мэры города Хиросима | Мэры города Хиросима | Мэры города Хиросима |
| -------------------- | -------------------- | -------------------- | -------------------- | -------------------- |
| №                    | На русском           | На японском          | Начало полномочий    | Конец полномочий     |
| 1                    | Мики Акира           | 三木 達              | 29 августа 1889      | 28 ноября 1889       |
| 2                    | Бан Сукэюки          | 伴 資健              | 28 ноября 1889       | 27 ноября 1895       |
| 3                    | Сато Тадаси          | 佐藤 正              | 10 января 1896       | 20 апреля 1896       |
| 4                    | Бан Сукэюки          | 伴 資健              | 30 апреля 1896       | 26 апреля 1902       |
| 5                    | Бан Сукэюки          | 伴 資健              | 30 апреля 1902       | 30 августа 1906      |
| 6                    | Такацука Коити       | 高束 康一            | 31 августа 1906      | 24 апреля 1909       |
| 7                    | Ода Канъити          | 小田 貫一            | 17 мая 1909          | 22 июля 1909         |
| 8                    | Ватанабэ Матасабуро  | 渡辺 又三郎          | 9 сентября 1909      | 3 июля 1910          |
| 9                    | Нагая Кэндзи         | 長屋 謙二            | 28 сентября 1909     | 16 февраля 1913      |
| 10                   | Тэсима Ёдзо          | 豊島 陽蔵            | 29 января 1914       | 2 апреля 1914        |
| и. о.                | Такэока Мититада     | 武岡 充忠            | 20 марта 1914        | 21 января 1915       |
| 11                   | Ёсиока Хэйдзо        | 吉村 平造            | 22 января 1915       | 25 декабря 1916      |
| 12                   | Танабэ Масатакэ      | 田部 正壮            | 8 октября 1917       | 7 октября 1921       |
| 13                   | Сато Нобуясу         | 佐藤 信安            | 17 апреля 1922       | 21 января 1925       |
| 14                   | Кавабути Рёки        | 川淵 竜起            | 24 августа 1925      | 23 августа 1929      |
| 15                   | Ито Сададзи          | 伊藤 貞次            | 16 мая 1930          | 15 мая 1934          |
| и. о.                | Ита Кандзи           | 井田 完二            | 18 марта 1934        | 19 января 1935       |
| 16                   | Ёкояма Кинтаро       | 横山 金太郎          | 26 февраля 1935      | 25 февраля 1939      |
| 17                   | Фудзита Ваками       | 藤田 若水            | 26 декабря 1939      | 9 мая 1943           |
| 18                   | Авая Сэнкити         | 粟屋 仙吉            | 10 июля 1943         | 6 августа 1945       |
| 19                   | Кихара Ситиро        | 木原 七郎            | 23 октября 1945      | 22 марта 1947        |
| 20                   | Хамаи Синдзо         | 濱井 信三            | 17 апреля 1947       | 31 марта 1951        |
| 21                   | Хамаи Синдзо         | 濱井 信三            | 25 апреля 1951       | 8 апреля 1955        |
| 22                   | Ватанабэ Тадао       | 渡辺 忠雄            | 2 мая 1955           | 1 мая 1959           |
| 23                   | Хамаи Синдзо         | 濱井 信三            | 2 мая 1959           | 1 мая 1963           |
| 24                   | Хамаи Синдзо         | 濱井 信三            | 2 мая 1963           | 1 мая 1967           |
| 25                   | Ямада Сэцуо          | 山田 節男            | 2 мая 1967           | 1 мая 1971           |
| 26                   | Ямада Сэцуо          | 山田 節男            | 2 мая 1971           | 8 января 1975        |
| 27                   | Араки Такэси         | 荒木 武              | 23 февраля 1975      | 22 февраля 1979      |
| 28                   | Араки Такэси         | 荒木 武              | 23 февраля 1979      | 22 февраля 1983      |
| 29                   | Араки Такэси         | 荒木 武              | 23 февраля 1983      | 22 февраля 1987      |
| 30                   | Араки Такэси         | 荒木 武              | 23 февраля 1987      | 22 февраля 1991      |
| 31                   | Хираока Такаси       | 平岡 敬              | 23 февраля 1991      | 22 февраля 1995      |
| 32                   | Хираока Такаси       | 平岡 敬              | 23 февраля 1995      | 22 февраля 1999      |
| 33                   | Тадатоси Акиба       | 秋葉 忠利            | 23 февраля 1999      | 22 февраля 2003      |
| 34                   | Тадатоси Акиба       | 秋葉 忠利            | 23 февраля 2003      | 22 февраля 2007      |
| 35                   | Тадатоси Акиба       | 秋葉 忠利            | 8 апреля 2007        | 7 апреля 2011        |
| 36                   | Кадзуми Мацуи        | 松井 一實            | 10 апреля 2011       | поныне               |

## Демография
На момент получения Хиросимой статуса города в 1889 году количество её жителей составляло 83 387 человек. Менее чем за полвека население выросло в пять раз. В 1942 году оно насчитывало уже 419 182. Ядерная бомба уничтожила более двух третей жителей города. По подсчётам 1945 года, среди уцелевших осталось лишь 137 197 чел. Однако в 1985 году население восстановленного города перевалило за миллион, составив 1 024 072 жителей.
По данным на 1 сентября 2012, Хиросиму населяло 1 181 057 человек.
Ниже приведены данные всеяпонских переписей 1990—2000-х годов по количеству населения города в целом и по районам:
| Годы | Нака   | Хигаси | Минами | Ниси   | Асаминами | Асакита | Аки   | Саэки  | Всего   |
| 1990 | 134651 | 122715 | 143938 | 178486 | 175211    | 144446  | 70039 | 124221 | 1093707 |
| 1995 | 128360 | 124829 | 138208 | 178838 | 185414    | 154079  | 74542 | 132847 | 1117117 |
| 2000 | 124719 | 123258 | 135467 | 179519 | 204636    | 156387  | 75435 | 134713 | 1134134 |
| 2005 | 127763 | 121222 | 137874 | 184795 | 219343    | 152716  | 76656 | 134022 | 1154391 |
| 2008 | 128806 | 120155 | 139061 | 186088 | 226695    | 150848  | 79088 | 134712 | 1165453 |

По данным на сентябрь 2005 года, средняя продолжительность жизни составила 79,45 лет у мужчин и 86,33 лет у женщин. Показатели рождаемости превышают показатели смертности, однако количество жителей старше 65 лет в 1,5 раза больше количества жителей моложе 15 лет. Взрослое население составляет около 70 %.
Подавляющее большинство жителей Хиросимы — японцы. На 2001 год иностранцы составляли менее 1,5 % населения. Среди них преобладают корейцы, китайцы и филиппинцы.

## Население
Население города составляет 1 185 097 человек (1 июля 2014), а плотность — 1308,91 чел./км². Изменение численности населения с 1980 по 2005 годы:
| 1980 | 992 736 чел.   |  |
| 1985 | 1 051 748 чел. |  |
| 1990 | 1 093 707 чел. |  |
| 1995 | 1 117 117 чел. |  |
| 2000 | 1 134 134 чел. |  |
| 2005 | 1 154 391 чел. |  |

## Экономика
Хиросима является промышленным центром региона Тюгоку-Сикоку. Банк Хиросимы (Hiroshima Bank) является ведущим региональным банком в Хиросиме. Хиросима уже давно имеет статус портового города, а в 1993 был построен Международный аэропорт, который также может быть использован для перевозки грузов.

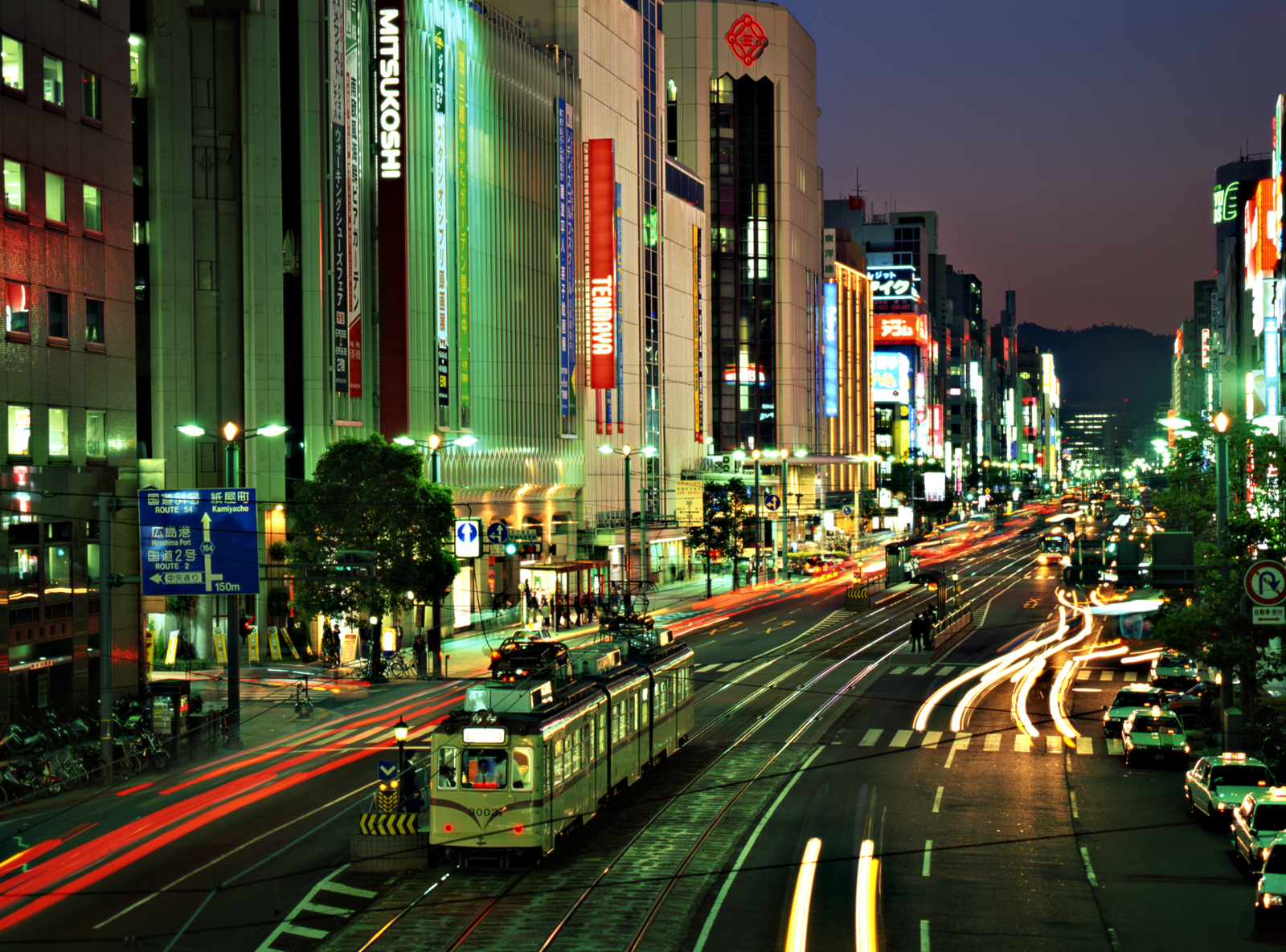
Хиросима ночью

Среди крупнейших предприятий отраслей обрабатывающей промышленности — завод Mazda по производству автомобилей, автомобильных запчастей и промышленного оборудования. На Mazda Motor Corporation приходится 32 % ВВП Хиросимы. Среди производимых моделей — популярные MX-5/Miata, Mazda Demio (Mazda2), Mazda CX-9 и Mazda RX-8.

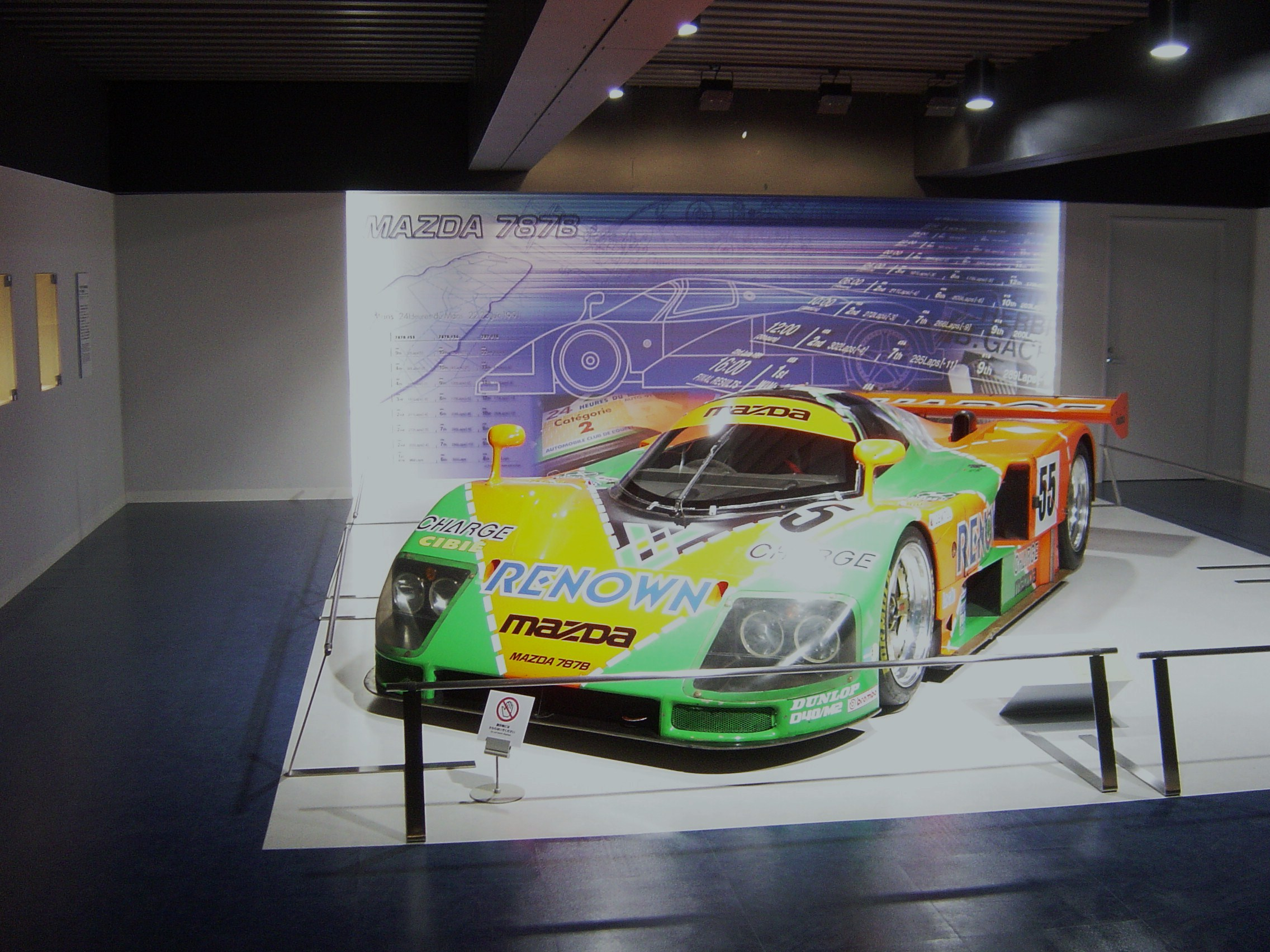
Mazda 787B в Музее Мазды в Хиросиме

На машины и оборудование приходится значительная часть экспорта. Поскольку эти отрасли требуют значительных исследовательских и проектных возможностей, Хиросима имеет много инновационных компаний (например, Hiroshima Vehicle Engineering Company (HIVEC)). Многие из этих компаний занимают лидирующее положение на мировом рынке или даже являются единственными игроками в своей сфере деятельности. Третичный сектор оптовой и розничной торговли также очень развит.

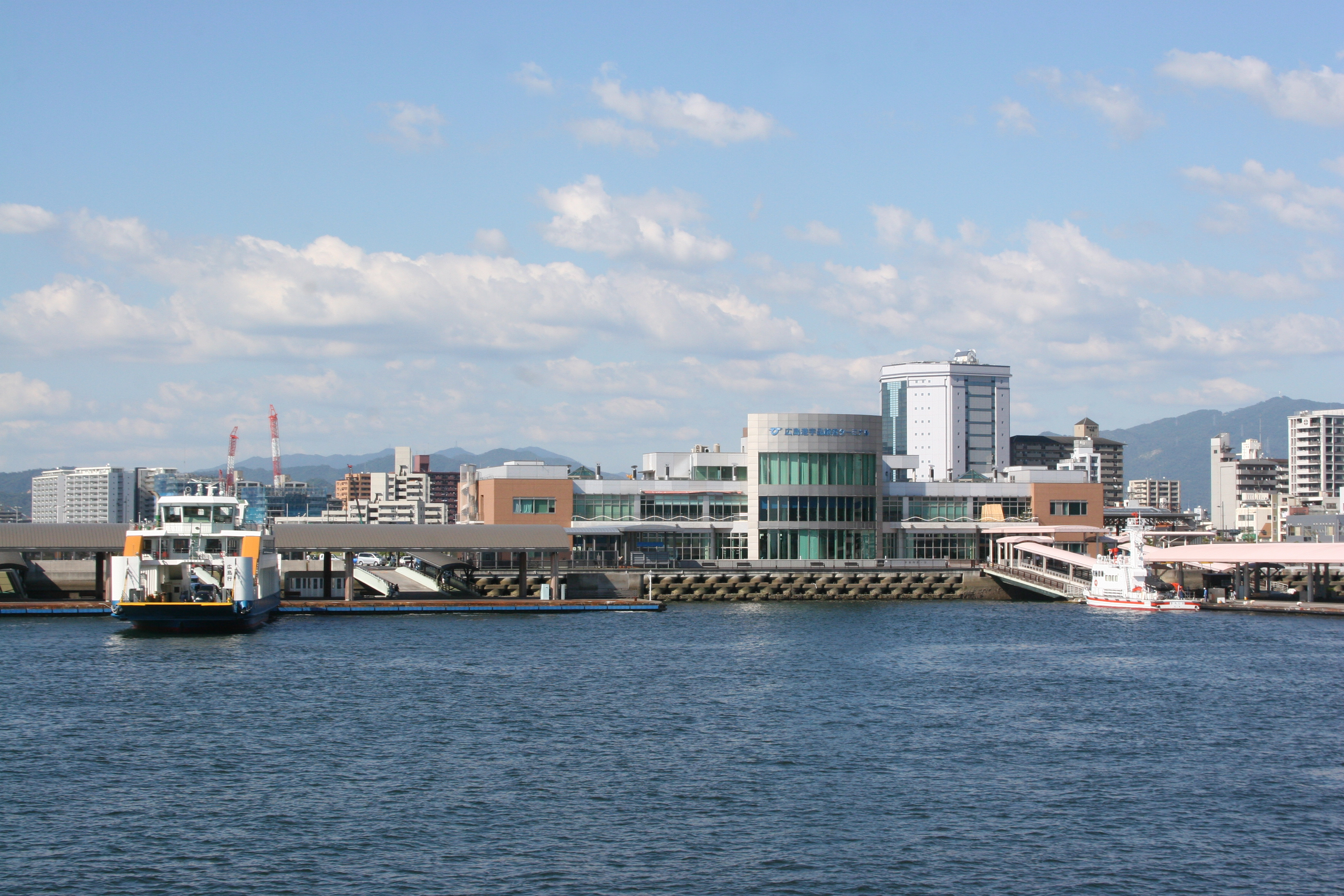
Городской порт и паромный терминал

Результатом концентрации промышленности является аккумулирование квалифицированного персонала и основных технологий, что служит для бизнеса одной из причин для размещения в Хиросиме. Имеется всеобъемлющая система налоговых льгот.
Одной из важнейших отраслей является сталелитейная промышленность. Японская металлургическая компания (Japan Steel Works; ранее Nihon Seiko, создана в 1907 году) имеет один из трёх своих заводов в Хиросиме (два других находятся в Муроране и Иокогаме).
Хиросиме удалось войти в список лучших городов в мире по версии издательства Lonely Planet. Положительно выделяет Хиросиму среди других крупных городов Японии, таких как Токио, Осака, Киото или Фукуока, более низкая стоимость жизни.

## Культура

### Образование и наука

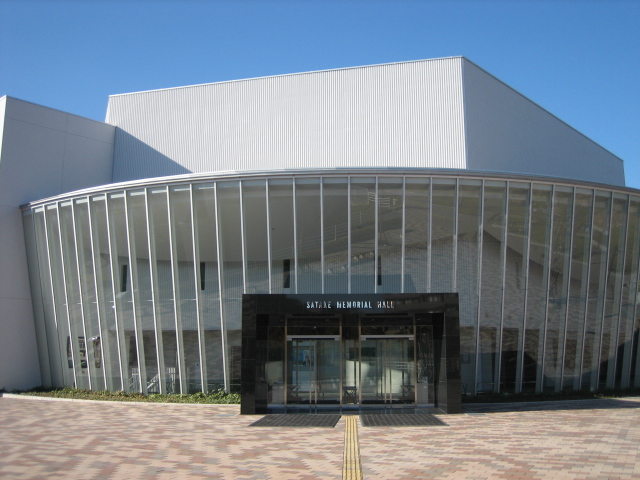
Мемориальный зал Сатакэ в Университете Хиросимы

По состоянию на май 2007 года в Хиросиме работает 13 университетов, 5 колледжей, 48 высших школ, 76 средних школ, 146 начальных школ, 119 детских садов, 41 профессиональное училище и 20 специальных школ.
Количество учащихся:
- университетов — 27 762 человека.
- колледжей — 2636 человек.
- высших школ — 36 271 человек.
- средних школ — 34 713 человек.
- начальных школ — 69 050 человек.
- детских садов — 17 844 лиц.
- профессионально-технических училищ — 9544 человека.
- специальных школ (международных, национальных меньшинств и т. д.) — 2063 лиц.
- специальных школ — 723 человека. (Статистические данные сайта города Хиросима)

Среди университетов самыми известными являются государственный университет Хиросимы, публичные городской и префектурный университеты Хиросимы, частные Университет Дзёгакуин и Консерватория св. Елизаветы.
По состоянию на март 2007 года, в Хиросиме находится 13 городских библиотек, в которых хранится 2 миллиона книг, и две префектурные библиотеки, хранилище которых насчитывает более 680 тысяч книг. Крупнейшей является Центральная городская библиотека Хиросимы. Также действует городской архив.

### Мероприятия
- Международный анимационный фестиваль в Хиросиме

### Достопримечательности
Замок Ридзё — японская крепость, символ средневековой Хиросимы. Построен в конце XVI века, сгорел во время атомной бомбардировки города, после чего в 1958 году был частично восстановлен. Сегодня главная башня замка и укрепление второго двора используются как музей. В нём представлена постоянная выставка, посвящённая истории замка и призамкового поселения, быту и военной культуре самураев.
Гококу — синтоистское святилище, основанное в 1868 году в память о жертвах Хиросимы во время войны Босин. Храм был разрушен во время атомной бомбардировки города. Сохранились лишь одни тории. В 1965 году святилище было восстановлено в замке Хиросима на пожертвования местных жителей.

Мемориальный собор мира — католический собор, построенный в 1953 году на месте церкви, уничтоженной во время атомной бомбардировки города. Храм был построен по инициативе выжившего при взрыве настоятеля прежней церкви, священника Гуго Лассаля в память о погибших и молитве о мире во всем мире. Собор является национальным сокровищем Японии.

Митаки — буддийский храм, иначе называемый храм «трёх деревьев», основан в 809 году у подножия горы Митаки в окружении лесов и трёх водопадов. Храм посвящён богине Каннон и является 13-м храмом из 33 мест паломничества в Японии, посвящённых этой богине. Известен красивыми сакурами и клёнами.

Фудоин — буддийский храм, основанный в VIII—XII веках и посвящённый Будде Медицины. Сгорел в XV веке, но уже в XVI был восстановлен. Храм является характерным образцом архитектуры эпохи Муромати. Его главный зал (Кондо) входит в список национальных сокровищ Японии.

Сюккэйэн — японский сад, основанный в 1620 году самураем Уэда Соко вблизи замка рода Асано. В 1940 году род Асано передал его в дар префектуре Хиросима. Сад был полностью уничтожен во время атомной бомбардировки города, но уже в 1951 году был полностью восстановлен. Ежегодно сад посещают около 300 000 человек.

Айой — мост в центре Хиросимы, расположенный на развилке рек Ота и Мотоясу, в южной части Парка мира. Деревянный мост был построен местными предпринимателями в 1877 году. В 1932 году был построен новый железный мост, по форме напоминавший букву «Т». Во время атомной бомбардировки города стал ориентиром для прицеливания авиации США. Восстановлен в 1949—1952 годах.
Памятник Садако Сасаки — памятник девочке, пострадавшей во время атомной бомбардировки города и умершей от лейкемии. Узнав о легенде, согласно которой человек, сложивший тысячу бумажных журавликов, может загадать желание, которое обязательно исполнится, она стала складывать журавликов из любых попадавших в её руки кусочков бумаги. Садако Сасаки умерла 25 октября 1955 года, успев сделать лишь 644 журавлика.

Мемориальный парк мира — парк, расположенный на территории бывшего округа Накадзима, целиком уничтоженного в результате атомной бомбардировки города. На территории 12,2 гектара находятся Мемориальный музей Мира, множество памятников, ритуальный колокол и кенотаф. Архитектурный ансамбль парка был спроектирован Кэндзо Тангэ и ещё тремя специалистами.

Мемориальный музей мира — музей в Парке мира, рассказывающий об атомной бомбардировке города и её последствиях. В нём собран богатый документальный материал: вещи погибших, фотографии разрушенного города, показания врачей, местных жителей и иностранцев. Здание музея построено по проекту Кэндзо Тангэ и считается культурным достоянием Японии.

Купол Гэмбаку — иначе известный, как дом атомной бомбы, представляет собой руины здания Выставочного центра Торгово-промышленной палаты Хиросимы, попавшей в эпицентр взрыва. В 1996 году внесён в список Всемирного наследия ЮНЕСКО.

Мемориальный зал памяти жертв атомной бомбардировки — мемориальный зал, построенный японским правительством 2002 году в память о погибших во время атомной бомбардировки города. Автором проекта является Кэндзо Тангэ. Аналогичный памятник есть и в Нагасаки.

Фонтан Молитвы — фонтан-памятник, открытый в ноябре 1964 года в память о жертвах атомной бомбардировки города. Он был построен в память о людях, которые умерли после взрыва атомной бомбы, мучаясь от жажды и умоляя дать им воды.

Музей искусств — художественный музей, основан в 1978 году. Основой экспозиции является собрание картин французских художников XIX—XX веков и работы японских художников, находившихся под влиянием европейского искусства.
Музей современного искусства — художественный музей, построен в 1989 году по проекту Кисэ Курокава. В собрании музея представлено 280 работ европейских и японских живописцев, творивших после Второй мировой войны. Коллекция постоянно пополняется произведениями молодых художников.

Ботанический сад, открыт в 1976 году. Занимает территорию около 18,3 га и содержит около 234 000 растений 11 400 таксонов. В саду обитает также более 50 видов птиц.

Зоопарк Аса — зоологический парк. Открылся в 1971 году и стал 62-м по счёту зоопарком в Японии. Один из крупнейших в стране. Занимает территорию в 49,6 га, из которых 25,5 га отведены под экспозицию. Тематически экспозиция разделена на три части: животный мир Африки, животный мир Азии и животный мир Японии. В зоопарке представлены 1 615 животных 170 видов. Каждым летом в нём проводятся ночные сафари.

### Музеи

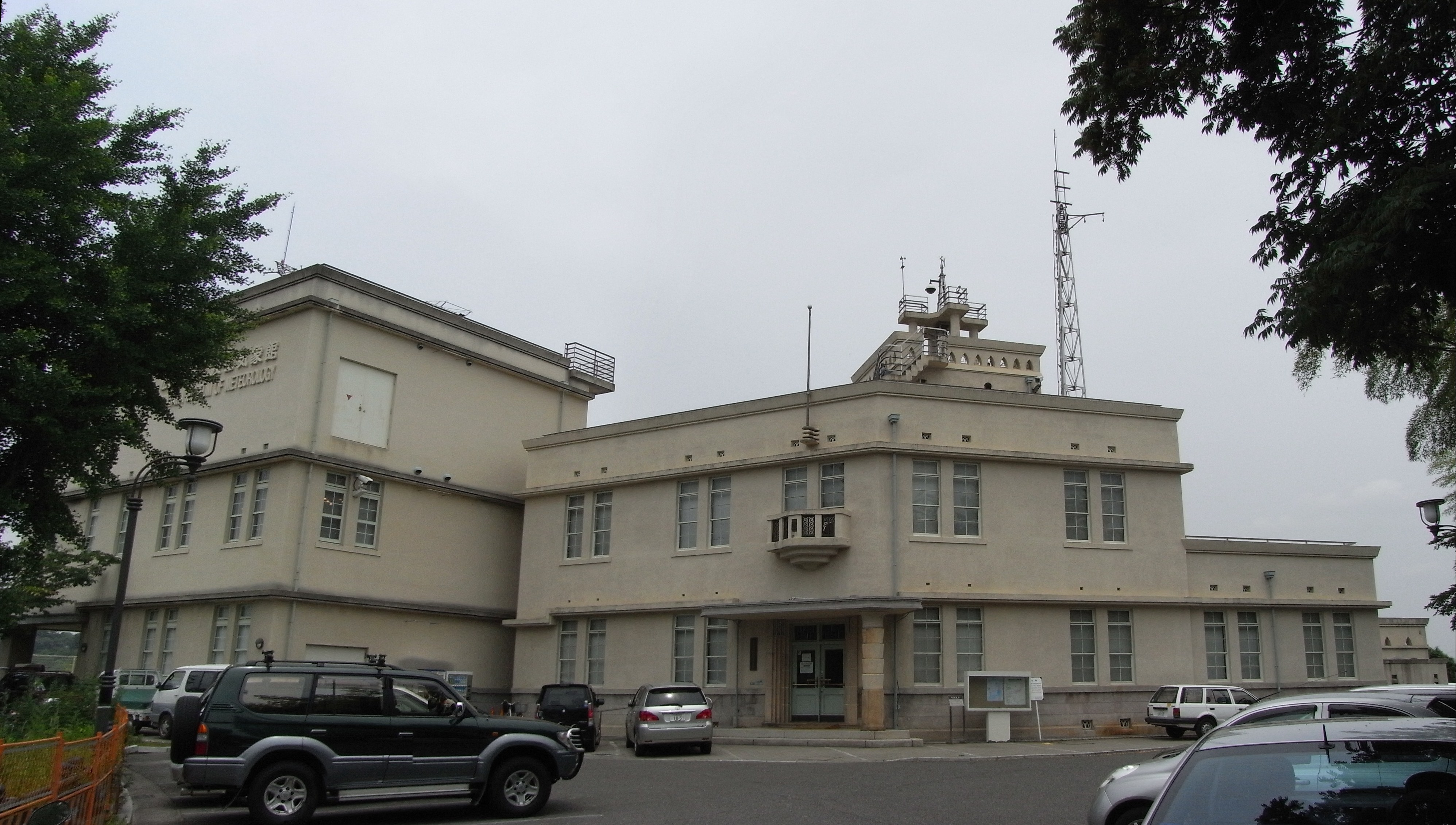
Метеорологический музей Эбаяма

- Городской музей транспорта Хиросимы[англ.] — музей, главной темой которого являются сухопутные, воздушные и морские виды транспорта, а также развитие коммуникаций и транспортных систем будущего. Открылся в 1995 году по случаю запуска городского монорельса Астрам-лайн. В музее представлено более 3000 моделей-экспонатов. При нём действует музейная библиотека, посвящённая проблемам транспорта и коммуникаций.

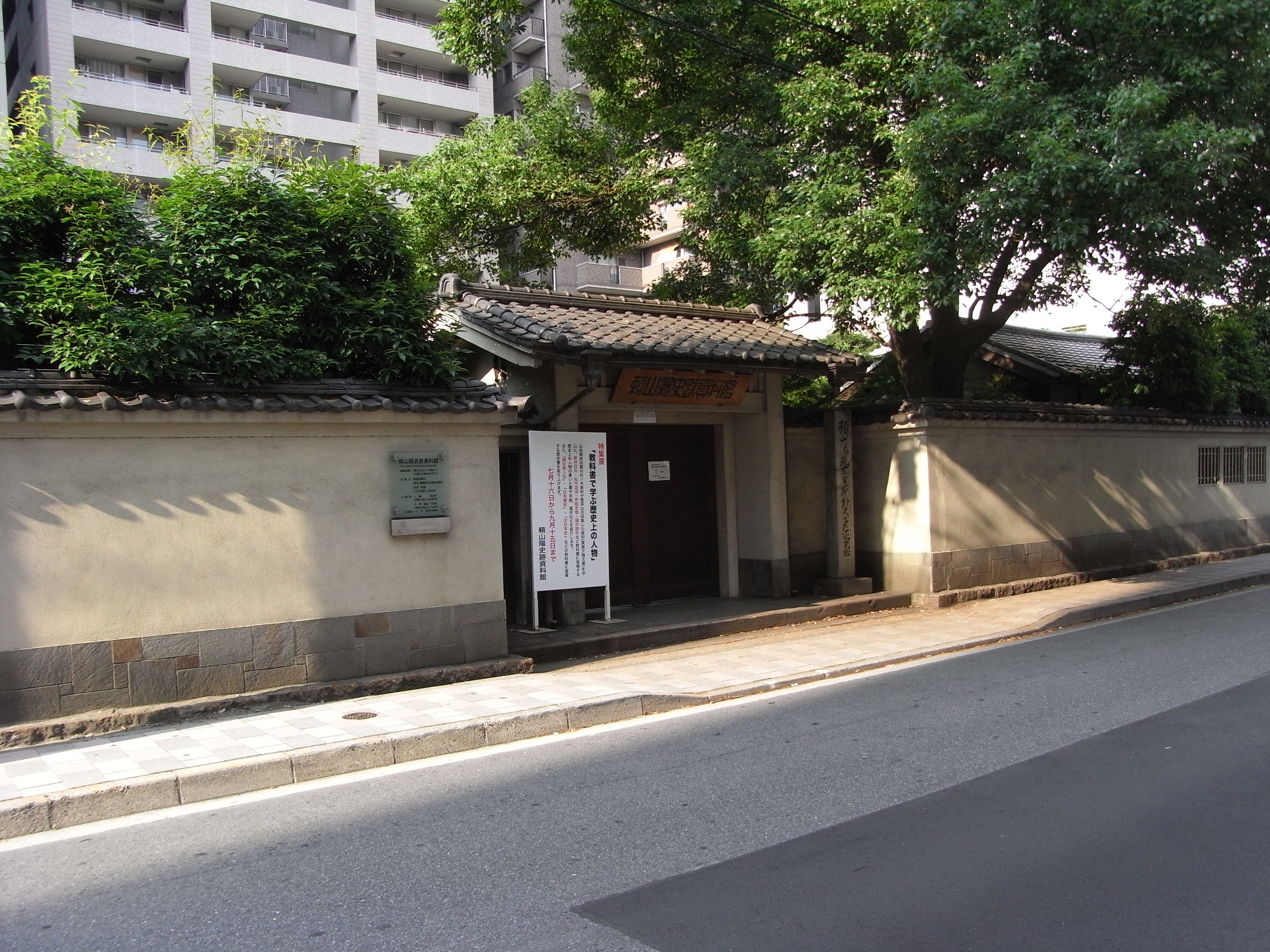
Музей Рая Санъё

- Детский музей Хиросимы[англ.] знакомит детей с точными и естественными науками и связанными с ними детскими играми. Главная концепция — «смотри, трогай, пробуй, делай, проверяй!». Основной акцент в музее сделан на астрономии. При нём действует планетарий на 340 мест и детская библиотека.
- Метеорологический музей Эбаяма[англ.] — один из уникальных японских музеев, освещающий проблемы метеорологии. Расположен в здании бывшей метеорологической станции Хиросимы. Посетители музея имеют возможность составить метеорологический прогноз, осмотреть и использовать оборудование бывшей станции, побывать в «ветряной капсуле», стать свидетелями падения молнии или почувствовать себя в облаках тайфуна.
- Историко-этнографический музей
- Музей здоровья
- Музей искусства префектуры Хиросима[англ.]
- Музей искусства Идзуми
- Музей водопровода
- Музей Рая Санъё
- Музей лесных и парковых насекомых
- Музей стекла

### Парки
- Хиросимский лесопарк
- Префектурный парк центра озеленения[29]
- Центральный парк
- Парк Хидзияма
- Парк Мото-Удзина
- Парк Эбаяма
- Парк Огондзан

## Города-побратимы
Внутри страны
- Нагасаки, Япония

За рубежом
- Гонолулу, США (1959)
- Ганновер, Германия (1983)
- Чунцин, Китай (1986)
- Тэгу, Республика Корея (1997)
- Монреаль, Канада (1998)

В 2022 году Хиросима объявила о приостановке побратимских связей с Волгоградом, которые существовали с 1972 года, из-за вторжения России на Украину.

### Комментарии
1. ↑  Побережье устья реки Ота в районе Гиона принадлежало святилищу Ицукусима, которое использовало его под склады для товаров
2. ↑  С помощью местной знати — родов Мори, Киккава, Кумагаи, Такэда смогли ликвидировать антисёгунатскую оппозицию в замке Яно
3. ↑  Самые ранние упоминания о дельте датируются 1397 годом и касаются местности Гокаура. Она находилась рядом с имением Ама, принадлежавшем святилищу Ицукусима, на побережье Яно, на территории современного района Аки города Хиросима
4. ↑  Это провинции Будзэн, Нагато, Ивами, Идзумо, Оки, Инаба, Хоки, Бидзэн, Биттю, Бинго, Иё и Аки
5. ↑  В 1585—1586 годах Тоётоми Хидэёси осуществил завоевание Западной Японии — Сикоку и Кюсю, а в 1590 году покорил восточную часть страны
6. ↑  Это провинции Нагато, Ивами, Идзумо, Бидзэн, Биттю, Бинго и Аки
7. ↑  Бомбы из урана-235 считались очень неэффективными, в них расщеплялось только 1,38 % материала
8. ↑  В октябре 1990 года была проведена масштабная (большая) 15-я перепись населения Японии
9. ↑  В октябре 1995 года была проведена упрощенная 16-я перепись населения Японии
10. ↑  В октябре 2000 года была проведена масштабная 17-я перепись населения Японии
11. ↑  В октябре 2005 года была проведена упрощенная 18-я перепись населения Японии
12. ↑  Приблизительные подсчеты администрации города Хиросима на июнь 2008 года
13. ↑  В Хиросиме находятся кампусы Касуми и Хигаси-Тиёда. Главные корпуса и библиотека университета размещены в городе Хигасихиросима

### Сноски
1. ↑  市長名｜全国市長会 (яп.). Japan Association of City Mayors. Дата обращения: 26 декабря 2016. Архивировано 23 марта 2016 года.
2. ↑  Агеенко Ф. Л. Хироси́ма // Словарь собственных имён русского языка. Ударение. Произношение. Словоизменение. — М.: Мир и Образование; Оникс, 2010. — 880 с. — ISBN 5-94666-588-X, 978-5-94666-588-9.
3. ↑  Суперанская А. В. Словарь географических названий / А. В. Суперанская. — М.: АСТ-Пресс Книга, 2013. — С. 128. — 208 с. — (Малые настольные словари русского языка). — 2000 экз. — ISBN 978-5-462-01409-3.
4. ↑  Хиро́сима // Словарь географических названий зарубежных стран / отв. ред. А. М. Комков. — 3-е изд., перераб. и доп. — М. : Недра, 1986. — С. 410.
5. ↑  広島県／ひろしまけん (яп.). 語源由来辞典 (31 октября 2006). Дата обращения: 24 августа 2022. Архивировано 17 мая 2022 года.
6. ↑  県のプロフィール - 広島県 (яп.). 広島県公式ホームページ. Дата обращения: 24 августа 2022. Архивировано 24 августа 2022 года.
7. ↑  Origin of Hiroshima Архивировано 30 января 2008 года. (англ.)
8. 1 2  Поспелов, 2002, с. 448.
9. ↑  Площадь указывается по данным сайта Geospatial Information Authority of Japan (яп.) с учётом изменений, опубликованных 1 октября 2011 года.
10. ↑  広島県の人口移動(広島県人口移動統計調査) (яп.). Администрация префектуры Хиросима (5 сентября 2014). — Население префектуры Хиросима. Дата обращения: 31 августа 2014.
11. ↑  Статистические данные сайта города Хиросима. Архивировано 20 декабря 2008 года.. Вычисление проводились ежегодно 1 октября.
12. ↑  Метеорологические данные сайта города Хиросима Архивная копия от 2 октября 2008 на Wayback Machine.
13. ↑  Анатолий Поморцев «США повторят Хиросиму». Архивировано из оригинала 22 июля 2007 года. РБК Daily Архивная копия от 16 января 2008 на Wayback Machine 6 августа 2007 года
14. ↑  Жертвоприношение / Смотреть онлайн / Russia.tv. Дата обращения: 2 октября 2019. Архивировано 20 августа 2019 года.
15. ↑  Статистические данные сайта города Хиросима  Архивная копия от 10 января 2008 на Wayback Machine,  Архивная копия от 20 декабря 2008 на Wayback Machine
16. ↑  Данные сайта города Хиросима Архивная копия от 25 августа 2007 на Wayback Machine
17. 1 2 3  Статистические данные сайта города Хиросима (яп.). Архивировано 23 декабря 2008 года.
18. ↑  Приблизительные подсчеты администрации города Хиросима на июнь 2008 года Сайт города Архивная копия от 10 января 2008 на Wayback Machine
19. ↑  Статистические данные сайта города Хиросима (недоступная ссылка — история).
20. ↑  Численность указывается по данным переписей населения Японии 1980, 1985, 1990, 1995, 2000 и 2005 годов.
21. ↑  Parker, J. (2004). In Praise of Japanese Engineering; In Praise of Hiroshima. Circuits and Systems. 47th Midwest Symposium on Circuits and Systems. Vol. 1.
22. ↑  Hiroshima Vehicle Engineering Company. HIVEC. Дата обращения: 17 июля 2009. Архивировано 25 ноября 2012 года.
23. ↑  JSW directory. Дата обращения: 23 ноября 2012. Архивировано из оригинала 3 октября 2011 года.
24. ↑  Best Cities 01-10 Архивная копия от 2 мая 2013 на Wayback Machine (копия Архивная копия от 31 марта 2022 на Wayback Machine)
25. ↑  Сайт Университета Дзёгакуин Архивная копия от 22 февраля 2009 на Wayback Machine.
26. ↑  Сайт Консерватории св. Елизаветы Архивная копия от 14 сентября 2008 на Wayback Machine.
27. ↑  Сайт ЦМБ Хиросимы. Дата обращения: 23 ноября 2012. Архивировано 15 сентября 2008 года.
28. ↑  Справка о городском архиве Хиросимы  Архивная копия от 13 марта 2008 на Wayback Machine
29. ↑  Архивированная копия. Дата обращения: 23 ноября 2012. Архивировано из оригинала 27 мая 2009 года.
30. ↑  Эдуард Пальгунов. Город Хиросима приостановил побратимские связи с Волгоградом. Комсомольская правда — Волгоград (24 марта 2022). Дата обращения: 25 марта 2022. Архивировано 24 марта 2022 года.